# Pierre Albert Tachard
Pour les articles homonymes, voir Tachard.
Pierre Albert Tachard est un homme politique français né le 30 juillet 1826 à Mulhouse (Haut-Rhin) et décédé le 12 février 1919 à Paris.
Propriétaire à Mulhouse, il est un opposant au Second Empire. Il est député d'opposition de 1869 à 1870. Nommé ministre plénipotentiaire en Belgique après le 4 septembre 1870, il est élu représentant du Haut-Rhin le 8 février 1871. Il démissionne le 1er mars 1871 pour protester contre l'annexion de l'Alsace-Moselle.

## Sources
- « Pierre Albert Tachard », dans Adolphe Robert et Gaston Cougny, Dictionnaire des parlementaires français, Edgar Bourloton, 1889-1891 [détail de l’édition]